# Vologès IV de Pàrtia
Vologès IV fou rei de Pàrtia del 147 al 191, fill de Mitridates V de Pàrtia, que havia lluitat contra el monarca part governant Vologès III de Pàrtia.
Va donar un cop d'estat el 147, marcant l'establiment d'una nova branca de la dinastia arsàcida al tron part. Vers el 150 va sotmetre el regne de Caracene que probablement es mantenia independent des del 115 o 116. Consolidat al poder, el 161 es va decidir a entrar a Armènia, on va deposar Sohemo, rei que era senador i cònsol de Roma i va col·locar al tron al seu fill Pacoros. Això va suposar la guerra amb Roma. El 162 el governador de Capadòcia, Marc Sedaci Severià va envair Armènia però fou derrotat a Elegeia i es va suïcidar.
El 163 un rei de nom Wael va prendre el poder a Osroene i va rebre suport part. El mateix any l'emperador Marc Aureli va enviar a Armènia al general Prisc, que va ocupar Artàxata, va fer fugir a Pacoros i va restablir a Sohemo. Artàxata fou destruïda i fou substituïda per una nova ciutat no gaire lluny anomenada Cenèpolis, que podria correspondre a Vagharxapat (segons Moisès de Khorèn); allí es va instal·lar una guarnició romana que almenys hi va romandre fins al 185. Marci Ver, que va substituir a Prisc, la va convertir en la capital. El 165 Osroene va caure en mans dels romans i Manu VIII fou restablert com a rei.
El 166 els romans dirigits per Avidi Cassi van entrar a Mesopotàmia creuant l'Eufrates i després el Tigris, arribant fins a Susa. Selèucia del Tigris fou ocupada i l'exèrcit romà va entrar a la capital Ctesifont que fou saquejada. Vologès va demanar la pau per la que els regnes del nord (Armènia, Osroene i Adiabene) van quedar sota domini romà. Però aquesta victòria costarà cara a Roma, perquè les legions van agafar la pesta i se la van emportar a Itàlia i a altres llocs de l'Imperi.
Vers el 190 es va rebel·lar Osroes II a l'Atropatene, però a la mort del rei el 191 fou Vologès V, de la branca arsàcida d'Armènia, qui es va fer amb el tron i es va imposar a Orodes II.